# ENMASA Flecha
Flecha fou un model de motor fabricat per ENMASA que havia d'equipar avions fabricats a Espanya. A la fi no el van fer servir, perquè es va preferir un motor nord-americà. Encara que va començar a gestar-se en l'empresa Elizalde, els va fabricar i provar ENMASA.
Aquest motor va néixer durant el període de transició de la marca ELIZALDE S.A. a ENMASA en el transcurs de l'any 1951 i en un principi havia d'equipar els avions AISA I-11B "Peque" o "Vespa".
La seva denominació oficial era 4(2L)00-90, mentre que la de fàbrica era F-1. Es tractava d'un motor de 4 cilindres Boxer, que donava 90/95 CV, molt semblant al Continental Motors C-90-8F (mostrat en la imatge), que finalment, va ser el motor que s'hi va muntar.